# Frozen Inside
Frozen Inside é o terceiro álbum da banda cristã HB. Frozen Inside é a versão em inglês do álbum Enne.

## Faixas
| N.º | Título              | Duração |  |
| 1.  | "Intro"             | 0:46    |  |
| 2.  | "God Has All Glory" | 5:00    |  |
| 3.  | "It is Time"        | 3:49    |  |
| 4.  | "Be Aware"          | 5:44    |  |
| 5.  | "Holy Secret"       | 5:50    |  |
| 6.  | "Frozen Inside"     | 6:07    |  |
| 7.  | "Years Go By"       | 5:49    |  |
| 8.  | "Ambition"          | 3:53    |  |
| 9.  | "Way"               | 5:50    |  |
| 10. | "The Lovesong"      | 6:00    |  |

## Desempenho nas paradas musicais
| Paradas musicais      | Melhor Posição |
| --------------------- | -------------- |
| Finland Albums Top 40 | 15             |